# Der Agent aus der Hölle
Der Agent aus der Hölle (Originaltitel: Alias Nick Beal)  ist ein US-amerikanisches Filmdrama aus dem Jahr 1949 von John Farrow mit Ray Milland und Audrey Totter in den Hauptrollen. Der Film noir wurde von Paramount Pictures produziert und basiert auf dem Kurzgeschichte Dr. Joe Faust von Mindret Lord.

## Handlung
Nachdem der Kriminelle Frankie Faulkner erfolglos versucht, den ehrlichen Bezirksstaatsanwalt Joseph Foster zu erpressen, damit dieser den angeklagten Gangsterboss Hansen freilässt, überredet Foster den jugendlichen Straftäter Larry Price, dem Jungenclub beizutreten, dessen Sponsor Foster ist. Dieser schwört dem Reverend Garfield, der den Club leitet, dass er „seine Seele verkaufen“ würde, um Hansen zu verurteilen. Von einem Fremden, Nick Beal, wird er in ein verrufenes Hafencafé namens „China Coast“ gerufen. Der scheinbar allwissende und makellos gekleidete Beal gibt Foster Hansens Geschäftsbücher, die angeblich verbrannt wurden. Foster, der sich für unbestechlich hält, nimmt die Bücher widerwillig an, weil er Hansen unbedingt verurteilen will. Er ahnt nicht, dass es sich bei Beal um den Teufel handelt.
Nachdem Hansen verurteilt wurde, gesteht Foster seiner Frau Martha, dass er die Bücher gestohlen hat. Sie drängt ihn, ehrlich zu bleiben. An diesem Abend versucht ein Komitee von Fosters Freunden, zu dem Richter Hobson, Reverend Garfield und Paul Norton gehören, Foster zum Gouverneur zu nominieren. Foster fühlt sich durch ihr Vertrauen geschmeichelt, wird aber beunruhigt, als Beal auf mysteriöse Weise mit einem Scheck über 25.000 Dollar für seine Kampagne in seiner Bibliothek auftaucht. Trotz Marthas Protesten behält Foster den Scheck, womit Beal damit zu seiner wachsenden Schuldenliste hinzugefügt wird. Vor dem Café „China Coast“ überredet Beal die Prostituierte Donna Allen, für ihn zu arbeiten, indem er ihr ein luxuriöses Apartment und Kleidung zur Verfügung stellt. Donna erscheint bald im Jungenclub und gibt sich als Wohltäterin aus. Später arbeitet sie an Fosters Gouverneurswahlkampf mit. Unter Beals Einfluss verwandelt sich Foster in einen eitlen, selbstsüchtigen und gierigen Politiker. Er geht, mittlerweile bei Beal hochverschuldet, einen Deal mit Faulkner ein, um gewählt zu werden. Er entfremdet sich von Martha, als sie vorschlägt, dass es sich lohnen würde, das Gouverneursamt aufzugeben, um seine Integrität zu wahren. 
Beal zeigt Donna, wie sie Foster verführen kann, aber als alles genau so passiert, wie Beal es geplant hat, wird sie entnervt und versucht, die Stadt zu verlassen, wird aber von Beal aufgehalten. Obwohl Foster die Wahl gewinnt, brechen seine enttäuschten Freunde ihre Verbindung mit ihm ab, nachdem sie von seinem Deal mit Faulkner erfahren haben. Nur Reverend Garfield unterstützt ihn weiterhin und offenbart Foster seinen Verdacht, dass Beal der Teufel ist. Joseph versucht, sich mit Martha zu versöhnen, die anbietet, ihr Haus zu verkaufen, um Beal auszuzahlen. Dieser taucht jedoch mit der Nachricht auf, dass Hansens Buchhalter Finch, der kürzlich gekommen war, um Foster zu besuchen, ermordet wurde. Foster wird in den Mordfall verwickelt, weil eine seiner Pfeifen bei Finchs Leiche gefunden wird. Beal bietet ihm seine Hilfe an, wenn er einen Vertrag unterschreibt, der Beal das Staatssiegel verleiht. Wenn er ablehnt, wird Foster auf die Insel Armus Pardidas geschickt. Foster scheint zuzustimmen, als er Beal erlaubt, ihm zu helfen, der neugierigen Polizei zu entkommen. Nachdem Foster in sein Amt eingeführt wurde, gibt er jedoch öffentlich Betrug zu und tritt von seinem Gouverneursamt zurück. Beal erinnert Foster an die Verfallsklausel in seinem Vertrag und verabredet sich mit ihm für den Abend im Café. Bevor er geht, vertraut sich Foster Reverend Garfield an, der auf einer Karte keine Insel mit dem Namen Armus Pardidas finden kann und vermutet, dass es die Insel der verlorenen Seelen ist. Er besteht darauf, dass Foster, da er seine Sünden durch den Verzicht auf das Gouverneursamt gesühnt hat, nicht länger Beals Vertrag unterliegt, und drängt ihn, zu seiner Frau zurückzukehren. Beal requiriert jedoch Fosters Taxi und fährt ihn zum Kai. Martha und Reverend Garfield folgen ihnen, und als Beal dem Reverend erlaubt, den Vertrag zu prüfen, lässt Reverend Garfield seine Bibel darauf fallen. Foster steckt den Vertrag in die Bibel, und Beal, der der Macht Gottes nicht widerstehen kann, zieht sich zurück und verschwindet im Nebel. Nachdem Foster seinen Kampf gegen Luzifer gewonnen hat, versöhnt er sich wieder mit Martha.

## Hintergrund
Gedreht wurde der Film Ende April bis Ende Mai 1948 in den Paramount-Studios in Hollywood.
Franz Bachelin und Hans Dreier oblag die künstlerische Leitung. Sam Comer und Ross Dowd waren für das Szenenbild zuständig, Wally Westmore für das Maskenbild. 
Ab dem 4. März 1949 war der Film in den US-Kinos zu sehen.

## Kritiken
Der Filmkritiken-Aggregator Rotten Tomatoes hat in einer Auswertung ein Publikumsergebnis von 52 Prozent positiver Bewertungen ermittelt.
Der Kritiker der The New York Times schrieb, der Film sei ein packendes, meisterhaft abgestimmtes Moraldram, das darauf angelegt sei, die Aufmerksamkeit zu fesseln, während es eine treffende Lektion über die gefährlichen Folgen von Stolz, Gier und Machtgier vermittele. Dank der guten Darstellerleistungen und der raffinierten Regie spiele sich die Geschichte außergewöhnlich gut, wenn auch das Drehbuch dazu neige, bei näherer Betrachtung etwas wackelig und unentschlossen zu sein.